# Candor lucis aeternae
Candor lucis aeternae ("Candore di luce eterna") è una lettera apostolica di papa Francesco, datata e pubblicata il 25 marzo 2021 nel 700º anniversario della morte di Dante Alighieri.

## Contenuto
- Preambolo
- 1. Le parole dei Pontefici Romani dell’ultimo secolo su Dante Alighieri
- 2. La vita di Dante Alighieri, paradigma della condizione umana
- 3. La missione del Poeta, profeta di speranza
- 4. Dante cantore del desiderio umano
- 5. Poeta della misericordia di Dio e della libertà umana
- 6. L’immagine dell’uomo nella visione di Dio
- 7. Le tre donne della Commedia: Maria, Beatrice, Lucia
- 8. Francesco, sposo di Madonna Povertà
- 9. Accogliere la testimonianza di Dante Alighieri